# Marquesado de Cartago
El marquesado de Cartago es un título nobiliario español creado por la reina regente María Cristina de Habsburgo Lorena y concedido, en nombre del rey Alfonso XIII, a favor de María de la Concepción Narváez y del Águila, hija de José María de Narváez y Porcel, II duque de Valencia, y de su esposa Josefa María del Águila y Cevallos, XIII marquesa de Espeja, mediante real decreto del 29 de enero de 1894 y despacho expedido el 21 de marzo del mismo año.
Este título fue rehabilitado en 1988, durante el reinado de Juan Carlos I, por Abigail Narváez y Rodríguez-Arias, sobrina nieta de la segunda marquesa.

## Escudo

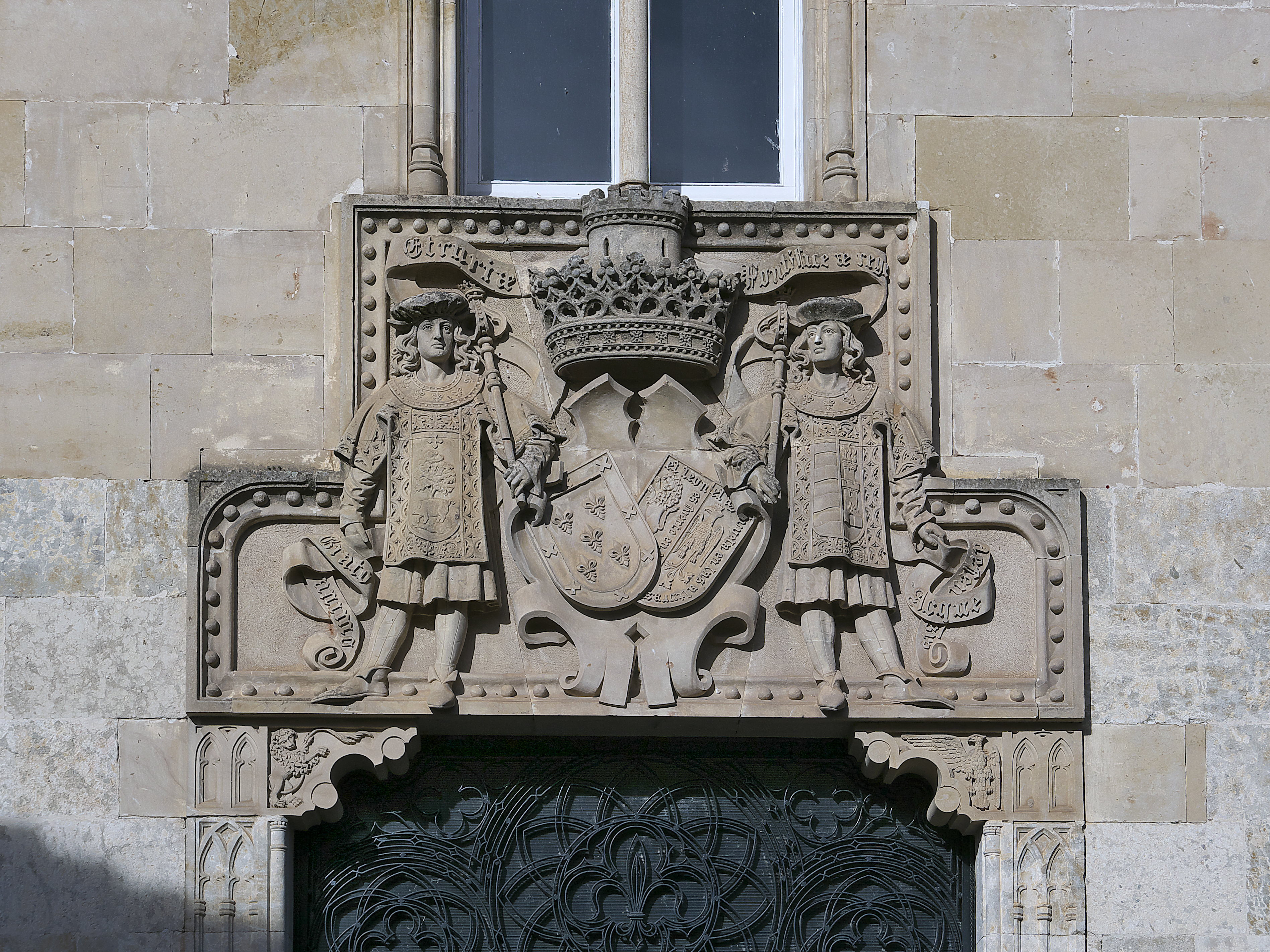
Armas de la I marquesa de Cartago (Ciudad Rodrigo)

En campo de gules, cinco flores de lis, de plata, en aspa.

## Marqueses de Cartago
|                                  | Titular                                     | Periodo                   |
| Creación por Alfonso XIII        | Creación por Alfonso XIII                   | Creación por Alfonso XIII |
| -------------------------------- | ------------------------------------------- | ------------------------- |
| I                                | María de la Concepción Narváez y del Águila | 1894-1942                 |
| II                               | Luisa María Narváez y Macías                | 1942-1983                 |
| Rehabilitación por Juan Carlos I |                                             |                           |
| III                              | Abigail Narváez y Rodríguez-Arias           | 1988-2017                 |
| IV                               | María Narváez y Rodríguez-Arias             | 2017-hoy                  |

## Historia de los marqueses de Cartago
- María de la Concepción Narváez y del Águila (n. Loja, Granada, 1860), I marquesa de Cartago.[1]

Sin descendientes. En 1942 le sucedió una nieta de su hermano José María, III duque de Valencia, y por tanto su sobrina nieta:
- Luisa María Narváez y Macías (n. 1912), II marquesa de Cartago, VI condesa de Cañada Alta, V duquesa de Valencia, V vizcondesa de Aliatar.[1]

Casó con Antonio Cavero y Goicoerrotea, IV barón de Carondelet. Previo real decreto de rehabilitación del 11 de febrero de 1988 (BOE del 2 de marzo) y carta de sucesión expedida el 27 de mayo de 1988, le sucedió su sobrina nieta:
- Abigail Narváez y Rodríguez-Arias (n. 1972), III marquesa de Cartago.

El 25 de mayo de 2017, previa orden del 31 de marzo del mismo año para que se expida la correspondiente carta de sucesión (BOE del 14 de abril), le sucedió, por cesión, su hermana:
- María Almudena Narváez y Rodríguez-Arias (n. 1973), IV marquesa de Cartago.[3]